# Doupki-Djindjiritza
Doupki-Djindjiritza es una reserva de la biosfera de Bulgaria desde el año 1977. Se encuentra en las laderas septentrionales de los montes Pirin en el suroeste de Bulgaria. Entra completamente dentro del parque nacional Pirin, que también fue designado un lugar Patrimonio de la Humanidad en 1983. Actualmente se encuentra bajo revisión.  Tiene una altitud que va desde los 1.300 metros hasta los 2.884 metros sobre el nivel del mar. Tiene una extensión de 2.873 hectáreas, todas ellas en la zona núcleo. 
El principal ecosistema es mixto de montaña y tierras altas. Los principales hábitats son de coníferas, siendo de destacar el endémico Pino de Macedonia. Hay, no obstante, otras coníferas, pinos, píceas y abetos (Pícea común, Pino silvestre, Abeto común, Pino negro -P. mugo-) y bosques mixtos, en el que píceas y abetos se mezclan con hayas; pastos alpinos y lugares rocosos de caliza.
Está formado por un paisaje de calizas con unos 70 lagos glaciares, cascadas, cuevas y bosques de pinos. Entre las plantas vasculares endémicas y raras se encuentran Aquilegia aurea, genciana amarilla, edelweiss y Papaver degenii. En su fauna destacan especies amenazadas como el oso pardo, el lobo, la marta, el águila real, el grévol y el pico tridáctilo.